# Paratheocris similis
Paratheocris similis là một loài bọ cánh cứng trong họ Cerambycidae.